# 細尾齊胡爬鰍
細尾齊胡爬鰍（學名：Dzihunia ilan）為輻鰭魚綱鯉形目條鰍科齊胡爬鰍屬的其中一種。分布於亞洲塔吉克斯坦及烏茲別克的澤拉夫尚河流域，棲息在礫石底層水域，生活習性不明。

## 扩展阅读
維基物種上的相關：細尾齊胡爬鰍